# شينجي أوكودا
شينجي أوكودا (11 يونيو 1959 - ) هو لاعب كرة يد اليابان. شارك في الألعاب الأولمبية الصيفية 1988.

## وصلات خارجية
- شينجي أوكودا على موقع أوليمبيديا (الإنجليزية)